# TOKYO GOLF NAVIGATION
『TOKYO GOLF NAVIGATION（とうきょうゴルフナビゲーション）』は、TOKYO MXで毎週木曜日の22:00 - 22:30に放送されていたゴルフレッスン番組。日産自動車の一社提供。2008年9月放送終了。

## 概要
同じ日産が提供していた前番組『Elegant Time Concert』が、収録会場であるヤマハホールの立替工事により休館となったため終了。日産の高級車「フーガ」の購買層に合った番組としてゴルフ番組を放送することとなった（現在では番組中放送されるCMは主に「スカイライン」のタイムCMのほか、他業種企業・製品のスポットCM、TOKYO MXの他番組の番宣映像などとなっている）。
明治神宮外苑ゴルフ練習場にて収録を行っており（ロッテ葛西ゴルフでの収録も場合によっては行われている）、かつては出演者の金谷多一郎プロによる無料レッスンと「フーガ」の試乗会などのイベントも定期的に行われていた。

## 出演者
- 金谷多一郎（講師）
- ゲスト（生徒、月替わり）

### 過去の出演者
- 2007年
  - 原久美子（3月までのレギュラー）
  - 川村ひかる（6月）
  - 石田純一（7月）
  - 三瀬真美子（8月）
  - 梶原真弓（10月）
  - 水野雄仁（11月）
- 2008年
  - 松田弘（サザンオールスターズメンバー）（1月）
  - 大桑マイミ（3月）
  - 池谷幸雄（4月）
  - 安良城紅（5月）
  - ISSA (DA PUMPメンバー）（6月）
  - 山田玲奈(7月)
  - ガダルカナル・タカ(8月)

### ナレーション
- 福ノ上達也